# James Hayden
James Hayden (* 25. November 1953; † 8. November 1983 in New York City, New York) war ein US-amerikanischer Schauspieler.

## Biografie
Abgesehen von seinen Auftritten am Broadway, ist er wahrscheinlich am bekanntesten durch die Rolle des Patrick „Patsy“ Goldberg in dem Film Es war einmal in Amerika. 1983, im Jahr seines Todes, stellte er neben Al Pacino einen Rauschgiftsüchtigen in dem anerkannten Stück American Buffalo dar.
Er starb an einer Heroin-Überdosis, wohl während er mit seiner Frau telefonierte. Sechs Stunden vorher hatte er noch auf der Bühne gestanden.
Pacino, der ein enger Freund Haydens war, setzte sich stark dafür ein, Hayden die Rolle des Manny Ribera in dem Film Scarface (1983) zu geben, die schließlich an Steven Bauer ging. Als er die Rolle nicht bekam, sprach Hayden für Es war einmal in Amerika (1984) vor und bekam die Rolle des „Patsy“ Goldberg.

## Filmografie (Auswahl)
- 1980: Cruising
- 1980: Marilyn Monroe – Eine wahre Geschichte (Marilyn: The Untold Story, Fernsehfilm)
- 1981: Triumph der Liebe (The Patricia Neal Story, Fernsehfilm)
- 1981: Targoor – Reise ins Grauen (The Intruder Within, Fernsehfilm)
- 1981: The Nesting – Haus des Grauens (The Nesting)
- 1982: Ausflug in das Grauen (Don’t Go in the Woods)
- 1984: Es war einmal in Amerika (Once Upon a Time in America)